# Першин, Алексей Александрович
Алексе́й Алекса́ндрович Пе́ршин (род. 20 февраля 1962, Кзыл-Орда) — советский и российский легкоатлет, специалист по спортивной ходьбе. Выступал за сборные СССР и России по лёгкой атлетике во второй половине 1980-х — первой половине 1990-х годов, чемпион Игр доброй воли в Москве, победитель и призёр первенств всесоюзного значения, рекордсмен СССР и России в ходьбе на 20 000 метров, участник летних Олимпийских игр в Сеуле. Мастер спорта СССР международного класса.

## Биография
Алексей Першин родился 20 февраля 1962 года в городе Кзыл-Орда Казахской ССР.
Занимался лёгкой атлетикой в Куйбышеве, состоял в добровольном спортивном обществе «Спартак».
Первого серьёзного успеха добился в сезоне 1986 года, когда в ходьбе на 20 км одержал победу на Играх доброй воли в Москве и одновременно с этим стал победителем разыгрывавшегося здесь первенства СССР по лёгкой атлетике. Попав в основной состав советской сборной, выступил в той же дисциплине на чемпионате Европы в Штутгарте, где занял итоговое седьмое место.
В 1987 году на дистанции 20 км взял бронзу на чемпионате СССР по спортивной ходьбе в Новополоцке.
В 1988 году в дисциплине 20 км победил на зимнем чемпионате СССР по спортивной ходьбе в Сочи. На Гран-при ИААФ по ходьбе в норвежском городе Фана в ходьбе на 20 000 метров установил рекорд СССР, который так и не был никем превзойдён, и ныне действующий национальный рекорд России — 1:19.22,5. Благодаря череде удачных выступлений удостоился права защищать честь страны на летних Олимпийских играх в Сеуле — в программе ходьбы на 20 км показал результат 1:22:32, расположившись в итоговом протоколе соревнований на 14-й строке.
В мае 1990 года на соревнованиях в Москве установил свой личный рекорд в ходьбе на 20 км — 1:19:39. С этим результатом по итогам сезона закрыл десятку сильнейших в мировом рейтинге.
В 1991 году занял 24-е место на Кубке мира по спортивной ходьбе в Сан-Хосе.
Его младший брат Александр Першин тоже добился определённых успехов в лёгкой атлетике, выступал в спортивной ходьбе и марафоне.
В 2018 году в Нефтегорске проходил Открытый турнир по лёгкой атлетике среди сильнейших спортсменов Самарской области на призы мастеров спорта международного класса братьев Першиных.